# 西藏假瘤蕨
西藏假瘤蕨（学名：Phymatopteris tibetana）为水龙骨科假瘤蕨属下的一个种。

## 扩展阅读
- 維基物種上的相關：西藏假瘤蕨